# Kazimierz Jany
Kazimierz Jany (ur. 1827 w Kaliszu, zm. 15 lutego 1863) – ksiądz katolicki.
Wykształcenie elementarne pobierał u oo. franciszkanów w rodzinnym mieście. 15 sierpnia 1839 rozpoczął naukę w szkole powiatowej, po której ukończeniu wstąpił do Seminarium we Włocławku. Święcenia kapłańskie w 1850 r. Od 7 maja 1850 r. do 1 lipca 1851 był wikarym w Iwanowicach, potem w Węglewicach. W czasie powstania styczniowego był kapelanem w partii Makarego Drohomireckiego. Poległ 15 lutego 1863 w czasie bitwy w lasach lipnieńskich k. Złoczewa udzielając rannym sakramentów.